# 小林幸三郎
小林 幸三郎（こばやし こうざぶろう、1912年7月1日 - 2014年7月29日）は、日本の経営者。RKB毎日放送社長を務めた。群馬県出身。

## 経歴
1948年に東京日日新聞社(のちの毎日新聞社)に入社。1967年7月に常任監査役、1968年2月にラジオ福島副社長を歴任し、1969年3月にRKB毎日放送顧問に就任し、同年11月に常務を経て、1971年11月に副社長に就任し、1973年5月には社長に昇格。1983年6月に会長に就任し、1989年6月に代表取締役相談役を経て、1995年6月に相談役に就任。
1979年4月に藍綬褒章を受章し、1984年11月に勲二等瑞宝章を受章。
2014年7月29日に死去。102歳没。